# Веско Михајловић
Веско Михајловић (рођен 17. марта 1968. у Краљеву) бивши је српски фудбалер.

## Каријера
Поникао је у фудбалском клубу Слога из Краљева. Каријеру је наставио у Пролетеру из Зрењанина (од 1989. до 1991), са којим је наступао и у Првој савезној лиги Југославије. Потом прелази у новосадску Војводину. У сезони 1992/93. био је најбољи стрелац Прве лиге СР Југославије са 22 постигнута гола, а прво место је поделио са Антом Дробњаком из Црвене звезде. После тога је играо само за клубове са Кипра: АПОЕЛ, Еносис Паралимни, Олимпијакос Никозија, Анортозис Фамагуста и Омонија. Освојио је четири пута првенство и једном Куп Кипра.
Након завршетка играчке каријере посветио се тренерском послу, био је на месту спортског директора Омоније и Алкија из Ларнаке.

## Успеси
- Најбољи стрелац Прве лиге СР Југославије: 1992/93. (22 гола)
- Прва лига Кипра (4): 1998, 1999, 2001, 2003.
- Куп Кипра (3): 1998, 2000, 2005.
- Суперкуп Кипра (3): 1998, 2001, 2003.